# إدوين جون لوس
إدوين جون لوس (بالفرنسية: Edwin John Luce)‏ هو صحفي وشاعر فرنسي، ولد في 1881 في جيرزي، وتوفي في 1918 بسبب الإنفلونزا الإسبانية وإنفلونزا.